# Карнс-Сити (Техас)
Карнс-Си́ти (англ. Karnes City) — город в США, расположенный в южной части штата Техас, административный центр округа Карнс. По данным переписи за 2010 год число жителей составляло 3042 человека, по оценке Бюро переписи США в 2018 году в городе проживало 3396 человек.

## История

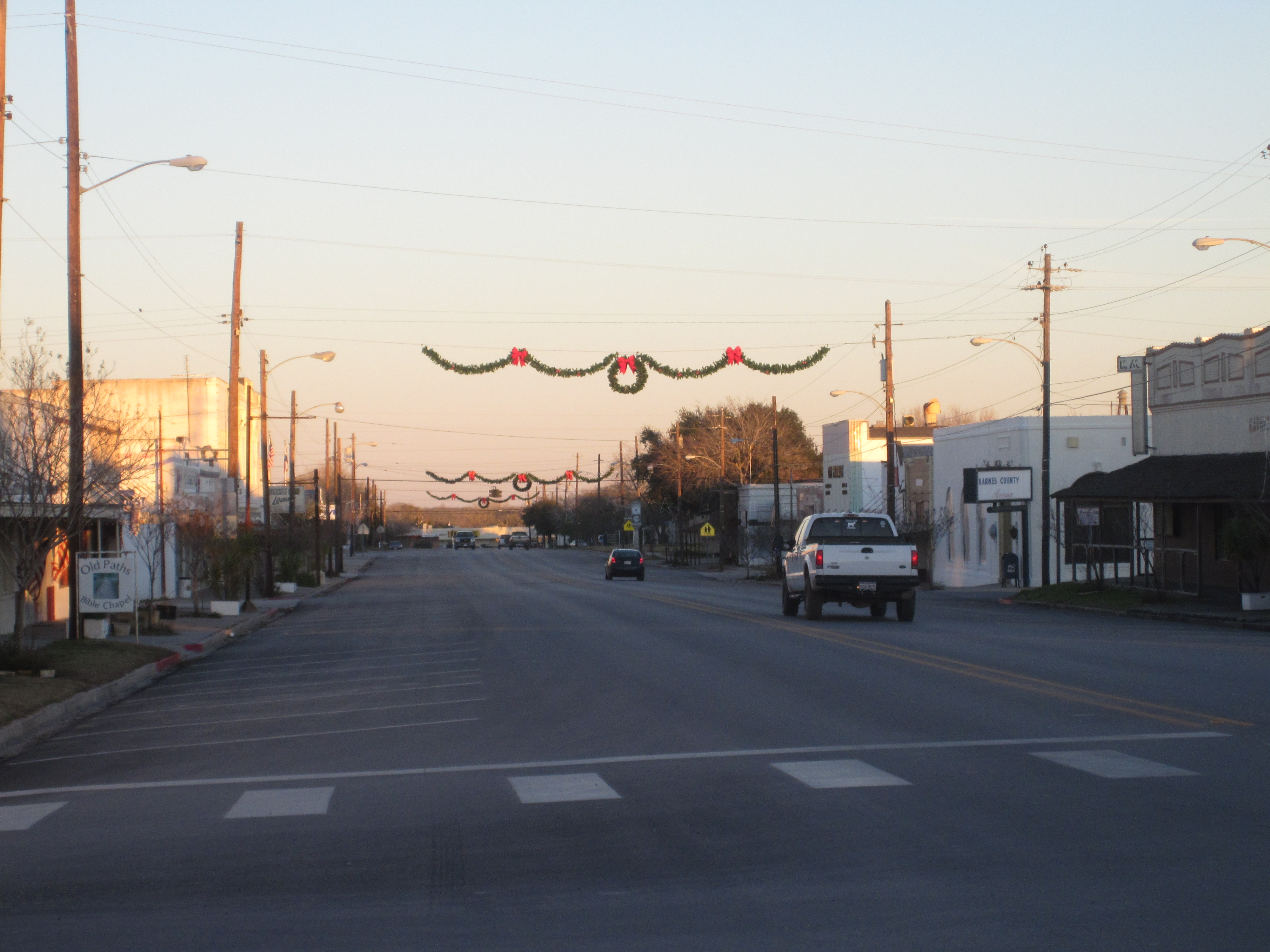
Центр Карнс-Сити

12 декабря 1890 года группа бизнесменов из Кэуро основала компанию Buchel, Wagner and Company и приобрела 100 акров земли за 5000 долларов. Участок был расположен близко к географическому центру округа, в 1887 году через него проходила железная дорога San Antonio and Aransas Pass Railway. Земля приобреталась с расчётом, что построенный на ней город сможет получить статус окружного центра. Новое поселение назвали Карнс-Сити в честь солдата Генри Карнса, героя Техасской революции 1835—1836 годов. Почтовое отделение было открыто 1 апреля 1891 года. В том же здании располагался и первый магазин. Вскоре были построены гостиницы Sullivan House и Kolodzej Hotel, а также салун, лесопилка, конюшня и аптека. 21 декабря 1893 года Карнс-Сити был выбран административным центром округа, опередив в голосовании города Рандж, Кенеди и Хелену, бывшую административным центром до этого момента. Здание суда округа было построено 25 октября 1894 года.

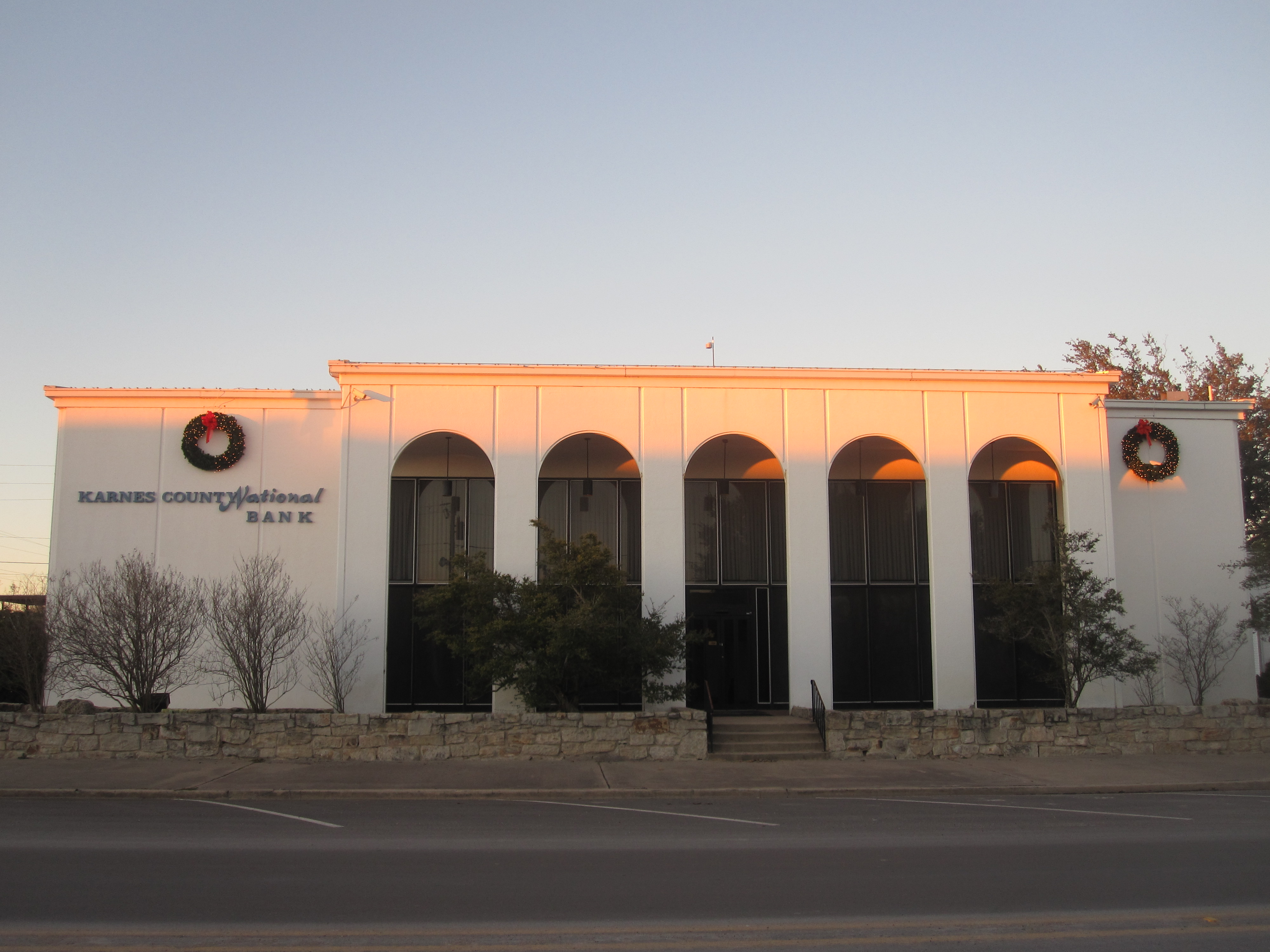
Банк Karnes City National Bank

В 1891 году начался выпуск первой газеты региона, Karnes City Reporter, позже в городе появились другие газеты, такие как Karnes Reformer, Karnes City Times, Karnes City Kicker, Karnes City Rustler и Karnes Citation. В 1900 году был основан банк Karnes County National Bank, до этого финансовыми операциями в регионе заведовала Buchel, Wagner and Company. В 1907 году был основан банк City National Bank, а в начале 1920-х годов начал работу Guaranty State Bank. В 1914 году город получил устав, началось формирование органов местного управления, в 1926 году была организована торговая палата города. В начале XX века в городе присутствовали масонская ложа и организация лесорубов мира (англ. Woodmen of the World). После Первой мировой войны в городе был открыт филиал Американского легиона.
Первая школа к Карнс-Сити была открыта в октябре 1891 года. Здание, использовавшееся для учёбы днём, вечером превращалось в танцевальный зал, а по воскресеньям в том же здании проводились церковные службы. 24 мая 1894 года был образован школьный округ города. В 1902 году была основана школа для чёрных, а в 1910 годах открылось учебное заведение для мексиканцев. В 1972 году была открыта общественная библиотека. По состоянию на 1993 год в городе работало 12 церквей, более 125 предприятий. Экономика Карнс-Сити базировалась на фермерстве, скотоводстве, производстве стекловолокна, стали, добыче нефти и газа и обогащении урана.

## География
Карнс-Сити находится в центральной части округа, его координаты: 28°53′13″ с. ш. 97°53′58″ з. д..
Согласно данным бюро переписи США, площадь города составляет около 5,5 км2, из которых 5,4 км2 занято сушей, а менее 0,1 км2 — водная поверхность.

### Климат
Согласно классификации климатов Кёппена, в Карнс-Сити преобладает влажный субтропический климат (Cfa).
| Показатель                    | Янв.  | Фев. | Март | Апр. | Май  | Июнь | Июль | Авг. | Сен. | Окт. | Нояб. | Дек.  | Год   |
| ----------------------------- | ----- | ---- | ---- | ---- | ---- | ---- | ---- | ---- | ---- | ---- | ----- | ----- | ----- |
| Абсолютный максимум, °C       | 31,1  | 36,1 | 36,1 | 37,8 | 42,2 | 43,3 | 41,7 | 40,6 | 43,9 | 37,2 | 34,4  | 30    | 43,9  |
| Средний суточный максимум, °C | 17,9  | 19,6 | 23,6 | 27,5 | 30,7 | 33,7 | 35,2 | 35,7 | 32,7 | 28,6 | 23,2  | 18,7  | 27,3  |
| Средняя температура, °C       | 11,9  | 13,4 | 17,2 | 21,2 | 25,1 | 27,8 | 29   | 29,1 | 26,5 | 22,2 | 16,9  | 12,7  | 21,1  |
| Средний суточный минимум, °C  | 5,9   | 7,2  | 10,9 | 14,9 | 19,3 | 22,1 | 22,8 | 22,7 | 20,2 | 15,8 | 10,7  | 6,6   | 14,9  |
| Абсолютный минимум, °C        | −10,6 | −7,2 | −8,3 | 0,6  | 7,8  | 13,3 | 16,7 | 16,7 | 7,8  | −1,1 | −5    | −13,9 | −13,9 |
| Норма осадков, мм             | 47    | 48   | 44   | 59   | 93   | 83   | 53   | 60   | 100  | 71   | 53    | 49    | 760   |
| Источник: weatherbase.com     |       |      |      |      |      |      |      |      |      |      |       |       |       |

## Население
Согласно переписи населения 2010 года в городе проживало 2034 человека, было 968 домохозяйств и 653 семьи. Расовый состав города: 70,9 % — белые, 3,8 % — афроамериканцы, 0,6 % — коренные жители США, 0 % (1 человек) — азиаты, 0 % — жители Гавайев или Океании, 23 % — другие расы, 1,6 % — две и более расы. Число испаноязычных жителей любых рас составило 65,3 %.
Из 968 домохозяйств, в 38,6 % живут дети младше 18 лет. 43,1 % домохозяйств представляли собой совместно проживающие супружеские пары (19,2 % с детьми младше 18 лет), в 18,6 % домохозяйств женщины проживали без мужей, в 5,8 % домохозяйств мужчины проживали без жён, 32,5 % домохозяйств не являлись семьями. В 28,5 % домохозяйств проживал только один человек, 12,1 % составляли одинокие пожилые люди (старше 65 лет). Средний размер домохозяйства составлял 2,71 человека. Средний размер семьи — 3,36 человека.
Население города по возрастному диапазону распределилось следующим образом: 28,3 % — жители младше 20 лет, 27,3 % находятся в возрасте от 20 до 39, 29,1 % — от 40 до 64, 15,4 % — 65 лет и старше. Средний возраст составляет 35,7 года.
Согласно данным опросов пяти лет с 2013 по 2017 годы, медианный доход домохозяйства в Карнс-Сити составляет 44 531 доллар США в год, медианный доход семьи — 47 100 долларов. Доход на душу населения в городе составляет 22 088 долларов. Около 16,3 % семей и 27,4 % населения находятся за чертой бедности. В том числе 37,8 % в возрасте до 18 лет и 23,6 % старше 65 лет.

## Местное управление

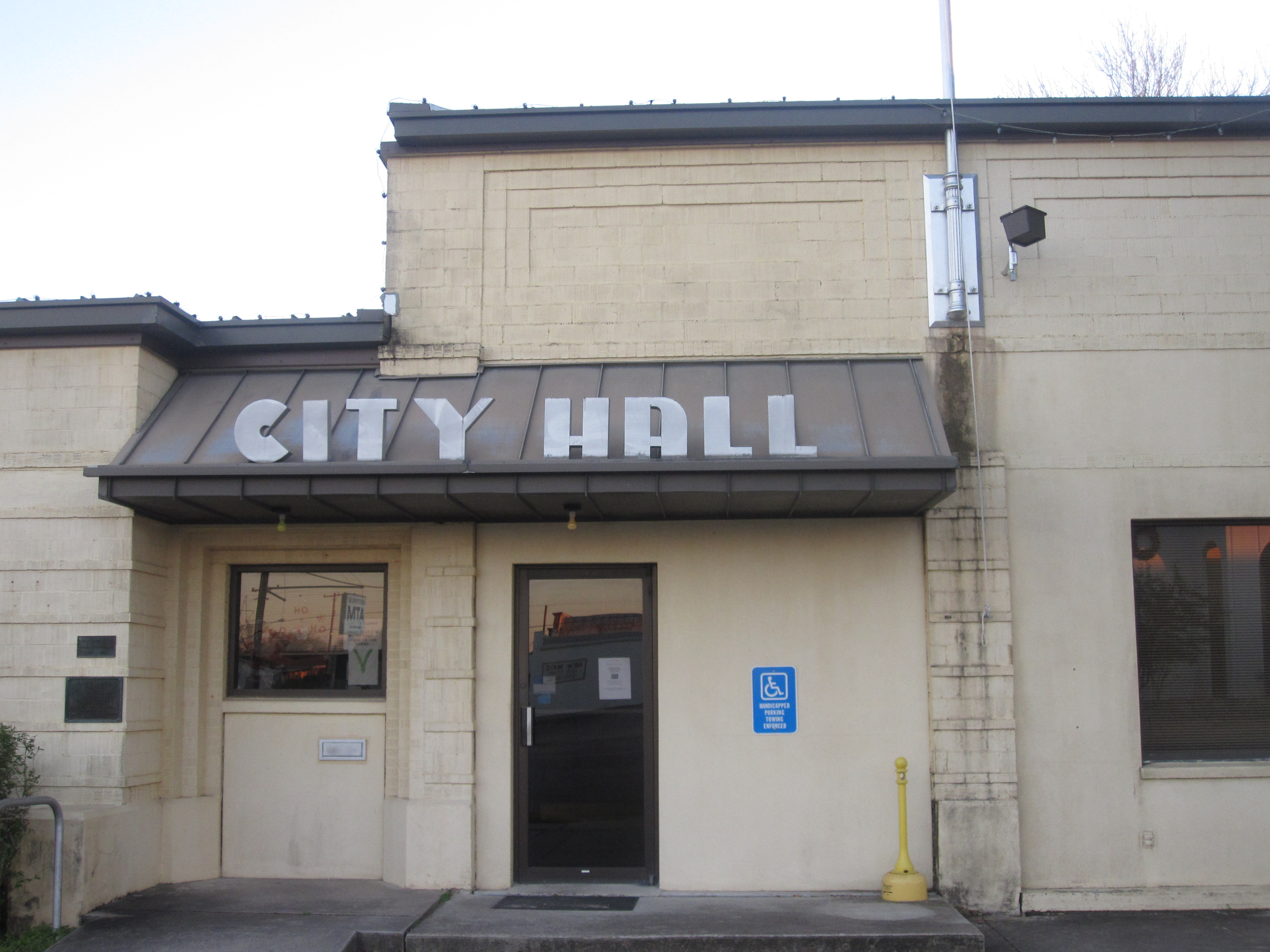
Городская ратуша Карнс-Сити

Управление городом осуществляется мэром и городским советом, состоящим из 5 человек. Один из членов городского совета назначается заместителем мэра.

## Инфраструктура и транспорт
Основными автомагистралями, проходящими через Карнс-Сити, являются:
- автомагистраль 181 США идёт с северо-запада от Флоресвилла на юг к Бивиллу.
- автомагистраль 80 Техаса начинается в Карнс-Сити и идёт на север к Сан-Маркосу.
- автомагистраль 35 Техаса начинается в Карнс-Сити и идёт на север к Сегину.

Ближайшим аэропортом, выполняющим коммерческие рейсы, является международный аэропорт Сан-Антонио. Аэропорт находится примерно в 100 километрах к северо-западу от Карнс-Сити.

## Образование
Город обслуживается независимым школьным округом Карнс-Сити.

## Отдых и развлечения
С 1965 года в городе проводятся ежегодные ярмарка и парад.

## Город в популярной культуре
Ситуация вокруг перемещения административного центра из Хелены отражена в серии «The Oldest Law» сериала «Дни в Долине Смерти».